# Soldier of Fortune: Payback
Pour les articles homonymes, voir Soldier of Fortune.
 (avril 2014).
Si vous disposez d'ouvrages ou d'articles de référence ou si vous connaissez des sites web de qualité traitant du thème abordé ici, merci de compléter l'article en donnant les références utiles à sa vérifiabilité et en les liant à la section « Notes et références ».
Soldier of Fortune: Payback est un jeu vidéo de tir en vue à la première personne développé par Cauldron et édité par Activision en 2007 sur Windows, OS X, PlayStation 3 et Xbox 360.

## Synopsis
Dans cet épisode, le joueur est placé dans le peau de Thomas Mason qui, lors d'un mission au Moyen-Orient, est doublé par l'un de ses collègues. Ce sera le point de départ d'une aventure qui va mener Mason du Myanmar à l'Ukraine en passant par la Somalie. Comme dans les précédents volets, Mason dispose d'un arsenal conséquent et pouvant être modifié en fonction de la mission.

## Système de jeu

### Armement
Comme pour ses prédécesseurs, les armes tiennent une place importante dans Soldier of Fortune: Payback. Néanmoins, là où les deux premiers volets ne proposaient souvent qu'une ou deux armes dans chaque catégorie (armes de poing, pistolets-mitrailleurs...), cet épisode propose une gamme d'armements beaucoup plus étendue. Enfin, presque chaque arme peut être modifiée par l'ajout d'accessoires : silencieux, optiques de visée... Certaines armes apparaissent sous leur vrai nom tandis que d'autres portent une appellation fictive.

## Accueil
À l'inverse des deux précédents épisodes, Soldier of Fortune: Payback est généralement mal reçu par la critique, aussi bien par les joueurs que par la presse spécialisée. Les principaux reproches portent sur son aspect technique largement bâclé (graphismes, intelligence artificielle, bugs...) et son gameplay très répétitif et sans grande inventivité[réf. nécessaire].
En 2014, Canard PC cite le jeu dans son dossier « Les Nanars du jeu vidéo ».